# Cyrus Cassells
Cyrus Cassells (Dover, 1957) è un poeta e insegnante statunitense di origine afroamericana.

Cassells è nato a Dover, nel Delaware. Si è laureato nel 1979 alla Stanford University. Ha vinto molti premi letterari tra cui il Lambda Literary Award e il William Carlos Williams Award. È stato candidato per il Premio Pulitzer per la poesia nel 1994 per Soul Make A Path Through Shouting. Cassells attualmente insegna poesia alla Texas State University a San Marcos, in Texas.

## Premi
- William Carlos Williams Award per Soul Make a Path Through Shouting
- Lambda Literary Award per Beautiful Signor
- National Poetry Series Prize per The Mud Actor
- Peter I.B.Lavan Younger Poet Award
- National Endowment for the Arts Fellowship
- Rockefeller Fellowship
- Lannan Fellowship

## Opere
- The Mud Actor (1982)
- Soul Make a Path Through Shouting (1994)
- Beautiful Signor  (1997)
- More Than Peace and Cypresses (2004)